# Manuel Just Verdeguer
Manuel Just Verdeguer (Catarroja, 23 de junio de 1707-Valencia, 18 de mayo de 1787) fue un compositor y maestro de capilla español. 

## Vida
Aunque Muneta Martínez lo hace originario de Valencia, Hervás Vila sitúa su nacimiento en Catarroja, no lejos de la ciudad de Valencia.
Fue admitido como cantor en la catedral de Valencia, donde recibió su formación musical de manos de Pedro Rabassa, con quien estudió canto y composición. 

### Maestría en Albarracín
El 2 de julio de 1733 se dio permiso al maestro de capilla de la Catedral de Albarracín, Joseph Gargallo, para que se ausentase un mes a su tierra, por motivos de salud. Gargallo no regresó a Albarracín, por lo que el Cabildo decidió entregar el cargo a Manuel Just. Las actas capitulares no revelan si hubo oposición:

[...] se presentó [...], en compañía de Dn. Pedro Sánchez como procurador legítimo del Copatrón en la capellanía del Maestro de Capilla, a Manuel Just, habiendo contado a dicho Cabildo de su idoneidad y suficiencia, y en el mismo día a la tarde con asistencia de dichos señores [...] exigido beneficio perpetuo y para siempre con decreto y autoridad del Sr. Monterde como Vicario General, de las distribuciones que tiene dicha capellanía, se dio posesión de dicho beneficio a dicho Manuel Just [...] con el salario que tiene como Maestro de Capilla
Actas capitulares de la Catedral de Albarracín, 11 de octubre de 1733

No hay más menciones de relevancia al maestro en las actas capitulares, aparte de la participación como juez en unas oposiciones en 1738 y en 1739. La partida de Just de Albarracín tampoco está documentada. El 15 de septiembre de 1740 aparece una noticia de las actas capitulares en las que se examina a Lamberto Puerto para maestro de capilla, lo que parece indicar que el cargo estaba vacante. Tampoco está claro quién fue el sucesor en el cargo. En 1742 Francisco Sánchez ganó las oposiciones al cargo, pero su nombre no aparece más, ni en las actas, ni entre la composiciones conservadas. En cambio, a partir de 1742 aparece Francisco Ximeno, del que no existen pruebas documentales, pero que es nombrado por Saldoni como maestro de capilla de Albarracín y del que existen 42 obras en el archivo de música de la Catedral de Albarracín. Muneta Martínez señala que es posible que «Sánchez» no fuese más que un error del escriba y que se trate de la misma persona.

### Maestría en Valencia
De Albarracín pasó, en 1743, a la parroquia de los Santos Juanes de Valencia, sucediendo a Salvador Noguera. Desde 1750 dirigió la capilla del Colegio del Corpus Christi de Valencia, pero no alcanzó la oficialidad del cargo hasta 1753, y lo ejerció hasta su muerte en 1787, año en que fue sucedido por Antonio Montesinos.

## Obra
Compuso música religiosa en latín y en lengua vernácula. El archivo de la Catedral de Albarracín conserva ocho obras de Just en latín.